# Autonomer Kreis der Korjaken
Koordinaten: 61° N, 166° O
Der Autonome Kreis der Korjaken (russisch Корякский автономный округ/ Korjakski awtonomny okrug, korjakisch Чав’чываокруг) war eine Verwaltungseinheit in Russland. Er war ein Autonomer Kreis innerhalb der Oblast Kamtschatka und ein Föderationssubjekt der Russischen Föderation. Er ging 2007 in der Region Kamtschatka auf und besteht seitdem innerhalb dieser als Kreis der Korjaken weiter.

## Geographie
Der Autonome Kreis nahm die Nordhälfte der Halbinsel Kamtschatka zwischen Ochotskischem und Beringmeer ein und griff im Korjakengebirge auch auf das russische Festland über. Zum Kreis gehörte die Insel Karaginski vor der Ostküste. Der Kreis hatte eine Fläche von 293.899 km².

## Bevölkerung
Der ehemalige Kreis ist eine der dünnstbesiedelten und abgelegensten Regionen Russlands. Die indigenen Völker Sibiriens (Korjaken, Tschuktschen, Itelmenen und Ewenen) machten in diesem Gebiet rund 40 % der Bevölkerung aus. Rund 55 % waren Slawen (Russen, Ukrainer und Weißrussen). In der Sowjetzeit gab es auch etliche Koreaner, Tataren und Mordwinen, die aber in der Zwischenzeit beinahe vollständig abgewandert sind.
| Korjaken | 6.855    | 27,2 % | 5.101  | 18,5 % | 5.893  | 19,1 % | 5.660  | 16,2 % | 6.572  | 16,5 % | 6.710  | 26,7 % |
| Russen | 13.794   | 54,8 % | 16.674 | 60,6 % | 19.522 | 63,1 % | 22.493 | 64,5 % | 24.773 | 62,0 % | 12.719 | 50,6 % |
| Tschuktschen                                                                                                 | 1.267    | 5,0 %  | 1.062  | 3,9 %  | 1.164  | 3,8 %  | 1.222  | 3,5 %  | 1.460  | 3,7 %  | 1.412  | 5,6 %  |
| Itelmenen | k.Ang. 1 | ?,?%   | 900    | 3,3 %  | 970    | 3,1 %  | 1.002  | 2,9 %  | 1.179  | 3,0 %  | 1.181  | 4,7 %  |
| Ukrainer | 847      | 3,4 %  | 1.310  | 4,8 %  | 1.186  | 3,8 %  | 1.999  | 5,7 %  | 2.896  | 7,3 %  | 1.029  | 4,1 %  |
| Ewenen | 714      | 2,8 %  | 520    | 1,9 %  | 613    | 2,0 %  | 476    | 1,4 %  | 713    | 1,8 %  | 751    | 3,0 %  |
| Andere | 1.683 1  | 6,7 %  | 1.958  | 7,1 %  | 1.569  | 5,1 %  | 1.999  | 5,7 %  | 2.347  | 5,9 %  | 1.355  | 5,4 %  |
| Einwohner | 25.160   | 100 %  | 27.525 | 100 %  | 30.917 | 100 %  | 34.851 | 100 %  | 39.940 | 100 %  | 25.157 | 100 %  |
| 1 801 Personen wurden unter dem Sammelbegriff übrige sibirische Völker gezählt; wohl zum Großteil Itelmenen. |          |        |        |        |        |        |        |        |        |        |        |        |

## Städtische Siedlungen
| Städt. Siedlung | Russischer Name | Einwohner (1. Januar 2006) |
| --------------- | --------------- | -------------------------- |
| Palana          | Палана          | 3.910                      |
| Ossora          | Оссора          | 2.288                      |

## Verwaltungsgliederung bis zum 30. Juni 2007

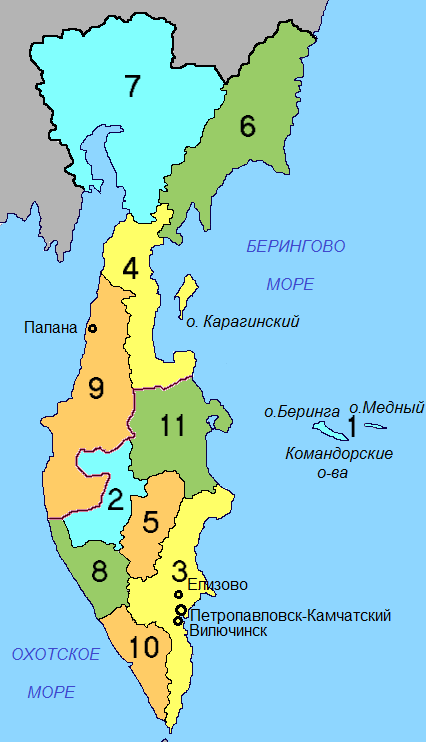
Verwaltungsgliederung der Region Kamtschatka
Autonomer Kreis der Korjaken: 4, 6, 7, 9

(Einwohner am 1. Januar 2006)
| # | Rajon     | Einwohner | Stadtbevölkerung | Dorfbevölkerung | Verwaltungssitz |
| 4 | Karaginsk | 5.085     | 2.288            | 2.797           | Ossora          |
| 6 | Oljutor   | 6.434     | —                | 6.434           | Tilitschiki     |
| 7 | Penschina | 2.731     | —                | 2.731           | Kamenskoje      |
| 9 | Tigil     | 8.935     | 3.910            | 5.025           | Tigil           |

## Geschichte
In der Mitte des 17. Jahrhunderts kamen die Russen in Kontakt mit den Korjaken im Norden der Halbinsel Kamtschatka. Im Gegensatz zum Süden der Halbinsel entwickelten sich allerdings keine größeren städtischen Siedlungen.
Der Nationale Kreis der Korjaken wurde am 10. Dezember 1930 innerhalb der Fernöstlichen Region gegründet. Verwaltungszentrum war zunächst Kamenskoje, 1931 wurde es in die Penschiner/Korjakische Kulturbasis, das heutige Kamenskoje, verlegt. Seit dem 22. Juli 1934 war der Nationale Kreis der Oblast Kamtschatka unterstellt, die wiederum bis 1938 der Fernöstlichen Region und bis 1956 der Region Chabarowsk angehörte. Am 15. Oktober 1937 wurde das Verwaltungszentrum nach Palana verlegt. Durch die sowjetische Verfassung von 1977 wurde der Name in Autonomer Kreis der Korjaken geändert. Bei der Schaffung der Föderationskreise 2000 wurde er dem Föderationskreis Ferner Osten unterstellt.
Am 23. Oktober 2005 wurde in einem Referendum der Zusammenschluss mit der Oblast Kamtschatka zur Region Kamtschatka beschlossen. Mit Wirkung zum 1. Juli 2007 wurde dies durch ein Gesetz vom 12. Juli 2006 umgesetzt.

## Wirtschaft
Zu den wichtigsten Wirtschaftszweigen des Gebietes zählen die Fischerei, die Holzverarbeitung und die Rentierhaltung. Außerdem hat Korjakien bedeutende Rohstoffvorkommen (Platin).